# Еврика!
„Еврика!“ (на английски: Eureka!) е компютърно анимиран сериал, който е създаден от Нортън Вирджиен и Найъм Шарки. Излъчва се премиерно по Disney Junior на 22 юни 2022 г.

## В България
В България сериалът се излъчва през 2022 г. по локалната версия на „Дисни Джуниър“ с нахсинхронен дублаж на български език, записан в студио „Александра Аудио“. В него участват Калина Асенова, Момчил Степанов, Георги Стоянов и други.